# 盤吻駝形長頜魚
盤吻駝形長頜魚，為輻鰭魚綱骨舌魚目象鼻魚科的其中一種。分布於非洲東部及中部淡水流域，棲息於沼澤、潟湖，具有發電器官，用來偵測獵物，屬肉食性，以昆蟲幼蟲為食，繁殖期在雨季，本魚下巴有肉質的凸起，吻圓形，雄魚臀鰭邊緣凹窪，背部高，背鰭軟條30-36枚，臀鰭軟條23-27枚，體長可達31公分。

## 外部連結
盤吻駝形長頜魚的圖片 （页面存档备份，存于）